# Dayer Quintana Rojas
Dayer Uberney Quintana Rojas (Cómbita, departament de Boyacá, 10 d'agost de 1992) és un ciclista colombià, professional des del 2014. Actualment corre a l'equip Arkéa-Samsic. Del seu palmarès destaca el Tour de San Luis de 2016.
És el germà menor del també ciclista Nairo Quintana, amb qui comparteix equip.

## Palmarès
- 2014
  - Vencedor d'una etapa a la Volta a Àustria
- 2016
  - 1r al Tour de San Luis
- 2018
  - Vencedor d'una etapa a la Colombia Oro y Paz

### Resultats al Giro d'Itàlia
- 2015. 93è de la classificació general
- 2018. 82è de la classificació general

### Resultats al Tour de França
- 2020. 95è de la classificació general